# Park Ha-jun
Pour les articles homonymes, voir Park.
Dans ce nom coréen, le nom de famille, Park, précède le nom personnel.
Park Ha-jun, né le 19 avril 2000 à Yangyang, est un tireur sportif sud-coréen. Il remporte la médaille d'argent en carabine à 10 m air comprimé mixte lors des Jeux de 2024.

## Carrière
En 2022, il remporte la médaille de bronze en tir à la carabine à 10 m air comprimé par équipes lors des Championnats du monde de tir 2022 au Caire.
Lors de la première journée des Jeux olympiques d'été de 2024, il remporte la médaille d'argent en tir à la carabine à 10 m air comprimé mixte avec sa compatriote Keum Ji-hyeon, perdant en finale contre le duo chinois.

## Palmarès

### Jeux olympiques
- médaille d'argent en carabine à 10 m air comprimé mixte en 2024 à Paris,  France

### Championnats du monde
- médaille de bronze en carabine à 10 m air comprimé par équipes en 2022 au Caire,  Égypte

### Championnats d'Asie
- médaille de bronze en carabine à 10 m air comprimé par équipes en 2024 à Jakarta,  Indonésie
- médaille de bronze en carabine à 10 m air comprimé par équipes en 2023 à Changwon,  Corée du Sud

### Jeux asiatiques
- médaille d'argent en carabine à 10 m air comprimé en 2022 à Hangzhou,  Chine
- médaille d'argent en carabine à 10 m air comprimé par équipes en 2022 à Hangzhou,  Chine
- médaille de bronze en carabine à 10 m air comprimé par équipe mixte en 2022 à Hangzhou,  Chine